# UFC 73
UFC 73: Stacked fue un evento de artes marciales mixtas celebrado por Ultimate Fighting Championship el 7 de julio de 2007 en el ARCO Arena, en Sacramento, California, Estados Unidos.

## Historia
El evento principal contó con la defensa del título de peso medio entre el campeón Anderson Silva frente a Nate Marquardt. El evento coprincipal contó con otra defensa del título de peso ligero entre el campeón Sean Sherk y el retador Hermes Franca.

## Resultados

### Tarjeta preliminar
- Peso ligero: Mark Bocek vs. Frankie Edgar

Edgar derrotó a Bocek vía TKO (golpes) en el 4:55 de la primera ronda.
- Peso wélter: Chris Lytle vs. Jason Gilliam

Lytle derrotó a Gilliam vía sumisión (triangle choke/armbar) en el 2:15 de la primera ronda.
- Peso ligero: Diego Saraiva vs. Jorge Gurgel

Gurgel derrotó a Saraiva vía decisión unánime (30–27, 30–27, 30–27).
- Peso semipesado: Mike Nickels vs. Stephan Bonnar

Bonnar derrotó a Nickels vía sumisión (rear naked choke) en el 2:14 de la primera ronda.

### Tarjeta principal
- Peso ligero: Kenny Florian vs. Alvin Robinson

Florian derrotó a Robinson vía TKO (golpes) en el 4:30 de la primera ronda. Esta pelea se retrasó hasta después del evento principal por falta de tiempo.
- Peso pesado: Antonio Rodrigo Nogueira vs. Heath Herring

Nogueira derrotó a Herring vía decisión unánime (29–28, 29–28, 29–28).
- Peso semipesado: Tito Ortiz vs. Rashad Evans

Evans y Ortiz empataron en un empate unánime (28–28, 28–28, 28–28). A Ortiz se le descontó un punto en la segunda ronda por agarrar la jaula.
- Campeonato de Peso Ligero: Sean Sherk (c) vs. Hermes Franca

Sherk derrotó a Franca vía decisión unánime (50–45, 50–45, 49–46). La Comisión Atlética del Estado de California anunció más tarde que ambos peleadores dieron positivo por drogas para mejorar el rendimiento. Sherk fue finalmente despojado del título.
- Campeonato de Peso Medio: Anderson Silva (c) vs. Nate Marquardt

Silva derrotó a Marquardt vía TKO (golpes) en el 4:50 de la primera ronda.

## Premios extra
Cada peleador recibió un bono de $40,000.
- Pelea de la Noche:  Diego Saraiva vs. Jorge Gurgel
- KO de la Noche:  Anderson Silva
- Sumisión de la Noche:  Chris Lytle